# Argyreia bifrons
Argyreia bifrons är en vindeväxtart som beskrevs av V. Ooststr. Argyreia bifrons ingår i släktet Argyreia och familjen vindeväxter. Inga underarter finns listade i Catalogue of Life.